# ميلينا ميسا
ميلينا ميسا مواليد 26 يونيو 1993، هي لاعبة كرة يد كوبية تلعب كظهير أيمن. مثلت منتخب كوبا لكرة اليد للسيدات.

## سجل المنافسة
شاركت في البطولات التالية:
- بطولة العالم لكرة اليد للسيدات 2011
- بطولة العالم لكرة اليد للسيدات 2015